# 蓝华德
蓝华德（英語：Walter Russell Lambuth，1854年11月10日—1921年9月26日）美国监理会传教士、会督、日本關西學院大學創始人。

## 生平
1854年11月10日，蓝华德出生在中国上海，他是美国监理会在东亚传教士蓝柏（James William Lambuth）和Mary Isabella McClellan夫妇的长子。年幼时送回美国，在田纳西州和密西西比州接受教育。他的父母创立了在日本的监理会。1875年，蓝华德毕业于Emory and Henry College，后来获得范德比尔特大学神学和医学学位。
他被监理会按立为牧师后，1877年和妻子Daisy Kelly作为医疗传教士返回中国，他在苏州城东部葑门内的天赐庄开设诊所。1880年，他再度回国深造，1882年5月20日，他和柏乐文（W. H. Park ）、孙乐文（D.L.Anderson）同船来华，于12月2日在上海登陆，12月17日到达苏州。蓝华德与柏乐文到苏州后，即在苏州天赐庄买了7亩墓地，在原有诊所的基础上创办了博习医院（Soochow Hospital）。1883年4月8日医院动土兴建，11月8日医院正式开业。建成中式平屋８幢，分别作为门诊室，内、外科病房，手术室、戒烟室、宿舍、洗衣房及厨房。当时设病床30张。据监理会刊物称这是中国内地（不包括通商口岸）最早的一所正式西医医院。
1885年，蓝华德被监理会派往日本西部创建监理会，居住於兵庫縣神戶市的神戶外國人居留地。1889年他創建了關西學院。
他返回美国，负责监理会的全球传教工作。1910年蓝华德成为监理会会督，派往巴西，次年在非洲比属刚果建立监理会，后来又在欧洲旅行，在比利时、波兰, 捷克斯洛伐克和西伯利亚建立监理会。1921年，他在日本横滨去世，骨灰安葬于上海。
田纳西州杰克逊的蓝华德大学（Lambuth University）系以他命名。